# UFC Fight Night: Magomedsjaripov vs. Kattar
UFC Fight Night: Magomedsjaripov vs. Kattar (även UFC Fight Night 163 eller UFC Fight Night ESPN+ 21) var en MMA-gala som arrangerades av UFC och ägde rum 9 november 2019 i Moskva, Ryssland. 

## Bakgrund
En tungviktsmatch mellan Junior dos Santos och före detta tungviktsmästaren i Bellator och M1 Aleksandr Volkov var tänkt att stå som huvudmatch, main event.

### Ändringar
dos Santos drog sig ur matchen 22 oktober på grund av en infektion i benet. Greg Hardy ersatte dos Santos och matchen flyttades till andra huvudmatch, co-main.
En match i fjädervikt mellan Zabit Magomedsjaripov och Calvin Kattar var planerad till UFC on ESPN: Reyes vs. Weidman, men UFC valde istället att flytta matchen till Moskvagalan och efter förändringen i den ursprungliga huvudmatchen valde de att flytta upp matchen till en treronders huvudmatch.
Vinc Pichel var tänkt att möta Alexander Jakovlev, men Pichel drog sig ur matchen 24 oktober av okänd anledning och resattes av Roosevelt Robert.
Gadzjimurad Antigulov var tänkt att möta Ed Herman i lätt tungvikt. Antigulov ersattes av Chadis Ibragimov när den förre drog sig ur av okända anledningar i slutet av oktober.

### Invägning
Vid invägningen UFC streamade på Youtube vägde utövarna följande:

## Bonusar
Följande MMA-utövare fick bonusar om 50 000 USD:
- Fight of the Night: Magomedsjaripov vs. Kattar
- Performance of the Night: Magomed Ankalaev och David Zawada